# Salia fulvipivta
Salia fulvipivta là một loài bướm đêm trong họ Noctuidae.